# Temporada 1989-90 de los Miami Heat
La temporada 1989-90 fue la segunda de los Miami Heat en la NBA, tras la ampliación de la liga la temporada anterior de 23 a 25 equipos, entrando a formar parte de la misma junto a los Charlotte Hornets. La temporada regular acabó con 18 victorias y 64 derrotas, ocupando el undécimo puesto de la conferencia Este, no logrando clasificarse para los playoffs.

## Elecciones en elDraft
| Ronda | Puesto | Jugador         | Posición | Nacionalidad   | Universidad |
| ----- | ------ | --------------- | -------- | -------------- | ----------- |
| 1     | 4      | Glen Rice       | Alero    | Estados Unidos | Michigan    |
| 2     | 28     | Sherman Douglas | Base     | Estados Unidos | Syracuse    |
| 2     | 45     | Scott Haffner   | Base     | Estados Unidos | Evansville  |

## Temporada regular
| División Atlántico   | División Atlántico | División Atlántico | División Atlántico | División Atlántico | División Atlántico | División Atlántico | División Atlántico | División Atlántico |
| Equipo               | G                  | P                  | %                  | PD                 | Casa               | Fuera              | Div                |                    |
| -------------------- | ------------------ | ------------------ | ------------------ | ------------------ | ------------------ | ------------------ | ------------------ | ------------------ |
| y-Philadelphia 76ers | 53                 | 29                 | .646               | –                  | 34–7               | 19–22              | 19–7               |                    |
| x-Boston Celtics     | 52                 | 30                 | .634               | 1                  | 30–11              | 22–19              | 19–7               |                    |
| x-New York Knicks    | 45                 | 37                 | .549               | 8                  | 29–12              | 16–25              | 17–9               |                    |
| Washington Bullets   | 31                 | 51                 | .378               | 22                 | 20–21              | 11–30              | 10–16              |                    |
| Miami Heat           | 18                 | 64                 | .220               | 35                 | 11–30              | 7–34               | 4–22               |                    |
| New Jersey Nets      | 17                 | 65                 | .207               | 36                 | 13–28              | 4–37               | 9–17               |                    |

## Estadísticas
| Rk | Jugador         | Edad | P  | PT | MP   | TC  | TCI  | %TC  | T3  | T3I | %T3  | TL  | TLI | %TL  | RO  | RD  | RT   | AS  | RB  | TAP | BP  | FP  | PTS  |
| -- | --------------- | ---- | -- | -- | ---- | --- | ---- | ---- | --- | --- | ---- | --- | --- | ---- | --- | --- | ---- | --- | --- | --- | --- | --- | ---- |
| 1  | Rony Seikaly    | 24   | 74 | 72 | 32.6 | 6.6 | 13.1 | .502 | 0.0 | 0.0 | .000 | 3.5 | 5.8 | .594 | 3.4 | 6.9 | 10.4 | 1.1 | 1.1 | 1.7 | 3.2 | 3.5 | 16.6 |
| 2  | Sherman Douglas | 23   | 81 | 66 | 30.5 | 5.7 | 11.6 | .494 | 0.1 | 0.4 | .161 | 2.8 | 4.0 | .687 | 0.9 | 1.7 | 2.5  | 7.6 | 1.8 | 0.1 | 3.0 | 2.3 | 14.3 |
| 3  | Glen Rice       | 22   | 77 | 60 | 30.0 | 6.1 | 13.9 | .439 | 0.2 | 0.9 | .246 | 1.2 | 1.6 | .734 | 1.3 | 3.3 | 4.6  | 1.8 | 0.9 | 0.4 | 1.5 | 2.6 | 13.6 |
| 4  | Kevin Edwards   | 24   | 78 | 54 | 28.3 | 5.1 | 12.3 | .412 | 0.1 | 0.4 | .300 | 1.8 | 2.3 | .760 | 1.0 | 2.6 | 3.6  | 3.2 | 1.6 | 0.4 | 2.3 | 1.9 | 12.0 |
| 5  | Billy Thompson  | 26   | 79 | 45 | 27.1 | 4.7 | 9.2  | .516 | 0.0 | 0.1 | .500 | 1.5 | 2.3 | .622 | 3.0 | 4.0 | 7.0  | 2.1 | 0.7 | 1.1 | 2.0 | 3.0 | 11.0 |
| 6  | Tellis Frank    | 24   | 77 | 39 | 22.9 | 3.6 | 7.9  | .458 | 0.0 | 0.0 |      | 2.3 | 3.0 | .765 | 2.0 | 3.0 | 5.0  | 1.1 | 0.7 | 0.4 | 1.7 | 3.7 | 9.5  |
| 7  | Grant Long      | 23   | 81 | 31 | 22.9 | 3.2 | 6.6  | .483 | 0.0 | 0.0 | .000 | 2.1 | 3.0 | .714 | 1.9 | 3.0 | 5.0  | 1.2 | 1.1 | 0.5 | 1.7 | 3.7 | 8.5  |
| 8  | Rory Sparrow    | 31   | 82 | 25 | 21.4 | 2.6 | 6.2  | .412 | 0.1 | 0.5 | .200 | 0.7 | 0.9 | .766 | 0.5 | 1.2 | 1.7  | 3.6 | 0.6 | 0.0 | 1.2 | 1.7 | 5.9  |
| 9  | Terry Davis     | 22   | 63 | 9  | 14.0 | 1.9 | 4.2  | .466 | 0.0 | 0.0 | .000 | 0.9 | 1.4 | .621 | 1.5 | 2.2 | 3.6  | 0.4 | 0.4 | 0.4 | 1.1 | 2.7 | 4.7  |
| 10 | Jon Sundvold    | 28   | 63 | 2  | 13.8 | 2.3 | 5.8  | .408 | 0.7 | 1.6 | .440 | 0.7 | 0.8 | .846 | 0.2 | 0.9 | 1.1  | 1.6 | 0.4 | 0.0 | 0.8 | 1.1 | 6.1  |
| 11 | Scott Haffner   | 23   | 43 | 6  | 13.0 | 2.0 | 5.0  | .406 | 0.1 | 0.5 | .143 | 0.4 | 0.6 | .680 | 0.2 | 1.0 | 1.2  | 1.9 | 0.3 | 0.0 | 0.8 | 1.2 | 4.6  |
| 12 | Pat Cummings    | 33   | 37 | 1  | 10.6 | 2.1 | 4.3  | .484 | 0.0 | 0.0 |      | 0.6 | 1.0 | .568 | 0.8 | 1.8 | 2.5  | 0.4 | 0.3 | 0.1 | 0.9 | 1.6 | 4.7  |
| 13 | Jim Rowinski    | 29   | 14 | 0  | 8.0  | 1.0 | 2.3  | .438 | 0.0 | 0.0 |      | 1.6 | 1.9 | .846 | 1.2 | 0.9 | 2.1  | 0.4 | 0.1 | 0.1 | 0.7 | 1.4 | 3.6  |

## Galardones y récords
| Jugador      | Galardón                                |
| Rony Seikaly | Jugador más mejorado de la NBA          |
| Glen Rice    | 2.º Mejor quinteto de rookies de la NBA |